# Giáo phận Žilina
Giáo phận Žilina (tiếng Slovak: Žilinská Diecéza, tiếng Latinh: Dioecesis Žilinensis) là một giáo phận của Giáo hội Công giáo Rôma tại Slovakia. Giáo Phận nằm ở tây bắc Slovakia bao gồm các khu vực của Trenčín và Žilina. Tòa giám mục đặt  ở Žilina. Giám mục chính tòa hiện nay là Tomáš Galis.
Giáo phận được thành lập vào ngày 14 tháng 2 năm 2008, được tách ra từ khu vực phía bắc của Giáo phận Nitra và một phần nhỏ của Giáo phận Banská Bystric

## Khu vực
Giáo phận quản lý các khu vực
| - Bytča - Čadca - Ilava - Krásno nad Kysucou - Kysucké Nové Mesto - Martin | - Považská Bystrica - Púchov - Rajec - Turzovka - Varín - Žilina |